# Vít Příkaský
Vít Příkaský (15. června 1901 Ratíškovice – 1. července 1942 Koncentrační tábor Mauthausen) byl český činovník Orla, odbojář a oběť nacismu.

## Život
Vít Příkaský se narodil 15. června 1901 v Ratíškovicích na Hodonínsku v rodině rolníka Františka Příkaského a jeho ženy Marie. Vychodil obecnou školu a začal se živit jako zahradnický dělník. Po skončení první světové války si při zaměstnání doplnil čtyři ročníky měšťanské školy a řečnický kurz. Prezenční vojenskou službu ukončil v roce 1924. Byl činovníkem Orla. V roce 1924 byl ustanoven náčelníkem hodonínské orelské župy Tomáše Šilingra. Začal pracovat jako úředník Zemědělské nemocenské pojišťovny v Hodoníně, kam se i přestěhoval. V roce 1938 byl mobilizován. V roce 1939 se stal členem hodonínské městské rady. Po německé okupaci v březnu 1939 vstoupil do protinacistického odboje. Stal se iniciátorem založení orelské odbojové organizace Lutinov napojenou na hodonínskou organizaci Obranu národa, kde zároveň působil jako vedoucí zpravodajské skupiny. Spolupodílel na organizaci ilegálních přechodů osob do zahraničí a organizaci a výcviku jednotek pro případné protiněmecké povstání. Též spolupracoval na zvyšování národního uvědomění během náboženských poutí na Velehrad a Hostýn. Za svou činnost byl 12. srpna 1941 zatčen gestapem na svém pracovišti a vězněn v Uherském Hradišti a brněnských Kounicových kolejích. Během první Heydrichiády byl stanným soudem odsouzen k předání gestapu. Následně byl převezen do koncentračního tábora Mauthausen, kde byl 1. července 1942 v kamenolomu ukopán dozorcem SS. Urna s jeho popelem byla správou koncentračního tábora odeslána manželce a 12. srpna 1945 s poctami uložena do rodinného hrobu v Ratíškovicích.

## Rodina
Vít Příkaský se v roce 1926 na Velehradu oženil s Anežkou Šupovou. Manželům se v roce 1929 narodila dcera Anežka a též syn Vít. Manželka a dcera zahynuly 20. listopadu 1944 během náletu na Hodonín, pohřbeny jsou ve stejném rodinném hrobě.

## Posmrtná ocenění
- Vítu Příkaskému byl v roce 1945 in memoriam udělen Československý válečný kříž 1939